# Institut für neue und neuartige Tierseuchenerreger
Das Institut für neue und neuartige Tierseuchenerreger (INNT) ist eine Forschungseinrichtung der Bundesrepublik Deutschland, die ein Teil der rechtlich selbstständigen Bundesoberbehörde Friedrich-Loeffler-Institut (FLI) auf der Insel Riems ist. Das FLI trägt auch die Zusatzbezeichnung „Bundesforschungsinstitut für Tiergesundheit“. Das Institut betreibt in erster Linie Ressortforschung für das
Bundesministerium für Ernährung, Landwirtschaft und Verbraucherschutz. Die Forschungsaufgaben liegen im Gebiet der Veterinärmedizin und der Infektiologie.

## Geschichte
Das Institut für neue und neuartige Tierseuchenerreger ist eine von vier Forschungseinrichtungen auf der Insel Riems, deren Geschichte auf den Virologen Friedrich Loeffler (1852–1915) und in das Jahr 1910 zurückgeht.
Mit seiner Gründung im Jahr 2001, die aufgrund der BSE-Krise erfolgte, ist dieses Institut das jüngste der Loeffler-Institute.
- Eine ausführliche Chronologie der Institute auf der Insel Riems ist im Absatz „Geschichte“ im Artikel Friedrich-Loeffler-Institut dargestellt.

## Forschung
Im Bereich der Forschung befasst sich das INNT primär mit Studien zur Verbesserung und Entwicklung neuer Nachweismethoden für BSE und Scrapie und Untersuchungen zur Typisierung von europäischen BSE- und Scrapie-Isolaten aus Wiederkäuern. Es wurden transgene Mausmodelle zur Analyse der Übertragbarkeit von TSE-Erregern über Speziesgrenzen hinweg sowie zur Bedeutung der Glykosylierung des Prion-Proteins entwickelt.
Das Institut beherbergt die nationale BSE-Probenbank (Teil der nationalen TSE-Plattform) und sammelt hierfür systematisch Verdachtsproben und andere Proben mutmaßlich exponierter Tiere, die anderen deutschen TSE-Arbeitsgruppen auf Anfrage und in Abstimmung mit der Forschungsplattform zur Verfügung gestellt werden.
Neben TSE-Erkrankungen werden auch neue Infektionskrankheiten (Emerging Infectious Diseases) am INNT untersucht. Beispiele dafür sind das Nipah-Virus und das Hendra-Virus. Da für die Arbeiten mit diesen hochvirulenten Viren Schutzstufe 4 (BSL-4) notwendig ist, müssen die Untersuchungen vorerst auf biochemische und molekularbiologische Fragestellungen und auf die Etablierung diagnostischer Nachweisverfahren beschränkt bleiben.

## Referenzlaboratorien
Von den Nationalen Referenzlaboratorien (NRL) werden umfangreiche hoheitliche Aufgaben im Sinne der Überwachung sowie der Verbesserung der Diagnostik von anzeigepflichtigen Tierseuchen, meldepflichtigen Tierkrankheiten und Zoonosen wahrgenommen.
Das INNT nimmt auch die Aufgaben des nationalen Referenzlabors für die BSE- und Scrapie-Diagnostik war. Das bedeutet, dass alle im BSE-Schnelltest auftretenden Verdachtsfälle durch das NRL gemäß den Richtlinien der Weltorganisation für Tiergesundheit (OIE) und der EU-Gesetzgebung (Verordnung (EG) Nr. 999/2001) überprüft werden.
Daneben erfolgt die Zulassung von BSE-Schnelltests und die fortlaufende Chargenkontrolle und Chargenfreigabe dieser Schnelltests.